# Prince étranger
Prince étranger (frz. für Ausländischer Fürst) war ein hoher Adelsrang im Ancien Régime. Personen, die Anspruch auf diesen Rang hatten, wurden am französischen Hof als haut et puissant Prince bezeichnet.
Grundsätzlich impliziert der Begriff Prince potenzielle oder tatsächliche Souveränität und damit als Titel die Zugehörigkeit zur Gruppe derjenigen, die einem Herrscher auf dem Thron nachfolgen können. Allerdings gab es im monarchischen Frankreich auch innerhalb dieser Gruppe feine Abstufungen:
- die famille du roi, die Familie der Königs, bestehend aus den Kindern und Enkeln des Königs oder des Dauphin
- die princes du sang, die „Prinzen von Geblüt“, vom „sang de France“, alle Prinzen/Prinzessinnen aus dem Haus der Kapetinger, egal welcher Linie
- die princes légitimés, die außerehelichen, aber anerkannten Kinder und männlichen Abkommen der französischen Könige
- die princes étrangers, die ausländischen Fürsten, denen den anderen Fürsten gegenüber ein herausgehobener Rang zukam
- die princes de titre, Fürsten ohne souveränes Fürstentum

Innerhalb der princes étrangers wiederum gab es drei Gruppen:
1. diejenigen, die in Frankreich lebten, und vom König als jüngere Mitglieder im Ausland regierender Häuser anerkannt wurden, wie zum Beispiel
  - die Guise als Nebenlinie des Lothringen regierenden Hauses Châtenois,
  - die Herzöge von Nevers aus dem Haus Gonzaga,
  - die Herzöge von Nemours aus dem Haus Savoyen,
2. die in Frankreich lebenden Herrscher zumeist kleinerer Fürstentümer, zum Beispiel
  - der Fürst von Monaco aus dem Haus Grimaldi,
  - der Herzog von Bouillon aus dem Haus la Marck, später dem Haus La Tour d’Auvergne,
  - reichsunmittelbare Fürsten des Heiligen Römischen Reiches, die sich am französischen Hof aufhielten (etwa der Fürst von Chimay) und
3. diejenigen, die Nachkommen von früher souverän regierenden Dynastien waren (oder es zumindest von sich behaupteten, und mit dieser Behauptung auch anerkannt wurden), wie zum Beispiel
  - das Haus Rohan, das in direkter männlicher Linie von einem (mythischen und) souveränen König der Bretagne abzustammen vorgab (ihre Titel war prince étranger habitué en France),
  - das Haus La Trémoille als Erben der Könige von Neapel aus dem Haus Trastámara (siehe auch Fürst von Tarent)
  - die Herzöge von Longueville aus dem Haus Orléans-Longueville, die das souveräne Fürstentum Neuenburg geerbt hatten

Im 17. und 18. Jahrhundert, als der französische Hof als der wichtigste in ganz Europa galt, fand sich eine ganze Reihe von Mitgliedern des Adels in Paris bzw. Versailles ein, wobei sie aus den unterschiedlichsten Beweggründen den Ortswechsel auf sich nahmen: Verbannung oder Flucht (wie zum Beispiel Eduard von Simmern) oder die Suche nach Waffenruhm, Einfluss oder Reichtum. Einige regierten selbst kleinere Fürstentümer außerhalb der französischen Landesgrenzen, wie der Fürst von Orange, andere hatten umfangreichen Grundbesitz in Frankreich, alle jedoch konnten sie damit rechnen, nicht nur aufgenommen und akzeptiert, sondern auch mit militärischen Kommandos, Ländereien, Statthalterschaften, diplomatischen Aufgaben, Sinekuren oder Titeln, manchmal sogar mit einer erheblichen Mitgift als Ehemann einer königlichen Prinzessin versorgt zu werden.
Andererseits waren diese Adligen oft auch Unruhestifter bei Hofe und manchmal sogar eine Gefahr für den König; da ihre vornehme Abkunft nicht nur für die Aufmerksamkeit des Monarchen sorgte, sondern auch die des französischen Adels, der Bourgeoisie und sogar einzelner Provinzen, die sich ihrer Fürsprache bei Hofe versicherten, und dies oft gegen die Vertreter der Krone. Die ausländischen Fürsten sahen sich als dem König gleichgestellt und forderten teilweise sogar die Macht des Souveräns heraus, wie Philippe-Emmanuel de Lorraine, duc de Mercœur, der sich in seinen Burgen auf dem Land verschanzte, oder Frédéric-Maurice de La Tour d’Auvergne, duc de Bouillon, der offen den Krieg gegen den König wagte; sie verbündeten sich mit französischen Prinzen (wie in der Fronde) oder schlossen Bündnisse mit ausländischen Mächten, wie Marie de Rohan-Montbazon, duchesse de Chevreuse.
Obwohl ihre souveränen Wurzeln bei Hofe anerkannt wurden, waren sie nur dann Mitglieder des Parlement de Paris, wenn sie ein französisches Lehen besaßen – ein Umstand, der die Auseinandersetzungen mit den französischen Herzögen, von denen Louis de Rouvroy, duc de Saint-Simon berichtet, mit bestimmte, die dadurch, dass sie andererseits an der königlichen Tafel (und in der Gesellschaft überhaupt) die normalen Pairs überragten, nur noch verschärft wurden.
Die bekanntesten unter den Princes étrangers waren die streng katholischen Guisen, insbesondere, als das Haus Valois sich seinem Ende näherte, die Macht der Hugenotten wuchs, sie selbst den Thron unter ihrer Kontrolle sahen und sich sogar Hoffnungen machten, eines Tages das Erbe anzutreten. Ihr Stolz war so groß, dass Henri I. de Lorraine, duc de Guise offen Margarete von Valois umwarb, die Tochter des Königs Heinrich II. und spätere Ehefrau Heinrichs IV., sich dann aber gezwungen sah, Catherine de Clèves, zu heiraten, um zu vermeiden, dass die aufgebrachten Brüder Margaretes ihn körperlich angriffen. Nach der Bartholomäusnacht 1572 war die Macht der Guisen dann so groß, dass König Heinrich III. die Ermordung der Brüder Henri I. de Lorraine sowie des Kardinals und Erzbischofs von Reims Louis II. de Lorraine, anordnete, um sich ihrer zu entledigen.
Der Status als prince étranger war kein Automatismus für ausländische Adlige, sondern erforderte die Anerkennung durch den König sowohl grundsätzlich als auch bezüglich jedem ihnen gewährten Privileg. Vielen Familien und Einzelpersonen gelang es niemals, diesen Status zu erreichen. Der bekannteste darunter war Prinz Eugen von Savoyen, Graf von Soissons, der daraufhin in kaiserliche Dienste trat und dann eine Generation lang ein gefürchteter Gegner Frankreichs war.
Die herzoglichen Familien Frankreichs wiederum lehnten den Fürstenrang ab, auch wenn sie ihn für sich selbst in Anspruch nahmen. Oft nutzten sie ihn für den ältesten Sohn und machten damit gleichzeitig deutlich, dass sie ihn gegenüber dem Herzogstitel für untergeordnet hielten. Typisch waren hier die La Rochefoucauld (der älteste Sohn des Herzogs führte den Titel eines „Prince de Marcillac“, obwohl ein derartiges Fürstentum niemals existiert hatte), die behaupteten, von Herzog Wilhelm IV. von Aquitanien abzustammen, denen es aber nicht gelang, deswegen als princes étrangères anerkannt zu werden.
Die meisten der ausländischen Fürsten führten jedoch ihre Fürstentitel nicht. Da die Familien in diesem Rang bekannt und sie nicht zahlreich im Ancien régime waren, galt ihnen ein Titel weniger als der Familienname – die princes étrangères nannten sich im 16. und 17. Jahrhundert teilweise sogar nur einfach chevalier. Erst im 18. Jahrhundert, als Herzöge und einfache Adlige sich Fürstentitel zulegten, zogen die ausländischen Prinzen nach, bezugnehmend auf ihr Vorrecht, ein Territorium mit einem Höflichkeitstitel zu verbinden, auch wenn dieses Territorium nicht mehr im Besitz der Familie war (z. B. Prince de Joinville (Guise), Prince de Soubise (Rohan), Prince de Talmond (La Trémoïlle)). Später begannen sie, die im Ausland aufkommende Sitte zu übernehmen, ihrem Vornamen das Präfix „le Prince“ voranzustellen. Der Genealoge Père Anselme tat dieses Verhalten in seinen Unterlagen anfangs mit dem Wort dit (genannt) ab, verzichtete später aber auf diese Unterscheidung.
Im 18. Jahrhundert wurden dann auch einige der Fürstentitel des Heiligen Römischen Reichs, des Papsttums und Spaniens in Frankreich anerkannt (Broglie, Bauffremont, Orsini). Anders als die meisten französischen Fürsten hatten diese zwar eine rechtliche Grundlage für ihren Titel, aber keinen Anspruch auf den entsprechenden Rang, da ihre Familien nicht souverän waren.